# علیرضا سلیمانی (بخشی)
علیرضا سلیمانی (متولد ۱۳۲۶ در قوچان) بخشی و نوازنده دوتار و خواننده موسیقی محلی شمال خراسان است. او در روستای علی‌آباد از شهرستان قوچان به دنیا آمد و فرزند قربان سلیمانی از بخشی‌های معروف شمال خراسان می‌باشد. سنت بخشی‌گری نسل‌ها در خانواده آنها استمرار داشته است.

## زندگینامه
علیرضا سلیمانی ساکن روستای علی‌آباد قوچان است٬ شغلش دهقان است و باغ انگور و زمین دارد. علیرضا سلیمانی نوازندگی را در سال ۱۳۳۴ به کمک مادرش آغاز کرد و بعدها پدرش مشوق او در این زمینه شد.  او به همراه پدر در چند کنسرت خارج از کشور حضور داشته است. قربان سلیمان قبل از مرگش دوتار خود را به فرزندش علیرضا سلیمانی هدیه داد بود. علیرضا سلیمانی پنج فرزند پسر دارد.

## دریافت نشان درجه یک هنری
در سوم شهریور ماه ۱۳۹۷ در مراسمی در تالار رودکی شورای ارزشیابی هنرمندان، شاعران و نویسندگان کشور که در نشستی که پیشتر در تیرماه برگزار شده بود نشان درجه یک هنری (معادل دکترای هنری) را به او تقدیم کردند. 